# 沙祖康
沙祖康（1947年9月24日—），江苏宜兴人，中华人民共和国外交官，2007年至2012年任联合国副秘书长。

## 生平
沙祖康1947年9月24日出生于江苏宜兴。1970年毕业于南京大学英语系，进入外交部工作。
1985年，沙祖康任外交部国际司三秘，参加日内瓦裁军谈判会议。1993年7月，时任外交部国际司副司长的沙祖康临危受命，以中国政府代表、中方检查组负责人的身份处理“银河号事件”。1995年至1997年任中国常驻联合国日内瓦办事处和瑞士其他国际组织副代表、裁军大使。1997年至2001年任中华人民共和国外交部军控司司长。2001年至2006年任中国常驻联合国日内瓦办事处和瑞士其他国际组织代表、大使。
2007年2月至2012年5月，沙祖康任主管联合国经济和社会事务部的副秘书长。

## 争议
沙祖康作为中国外交官，因其“敢说能言”而知名；部分发言也为他带来了很大争议。

### “要不你把我尸体抬出去”
1995年1997年之间，是《全面禁止核试验条约》最关键的时期。对于这个条约的最后通过，中国代表团出力良多。时任国务院副总理兼外交部部长的钱其琛，曾特意表扬过沙祖康在条约谈判中立下的汗马功劳。后来，回忆起当年的谈判，他说自己“从来没有输过，没有挫折”。他在外交学院发表的一次演讲中提到，“我要赢你就赢定了，要不你把我尸体抬出去。所有的谈判，都争取到了最好的结果。”

### 反对台灣加入世界卫生组织的失言風波
2003年世界卫生大会期间，中華民國第七度试图加入世界卫生组织。該提案受到中華人民共和國代表团的坚决反对，而美國、日本、歐盟则表態支持，在會員國激烈辯論後，由大会宣布不将台湾入会申请案排入议程。旁观席上的中華民國立法委員李明宪高喊抗议被警卫架出场外。中华人民共和国的外交官员和中華民國國籍记者由于立场不同，在會場外发生了口角。台灣媒體记者对中华人民共和国的外交官员喊：
“你们听到台湾2,300万人民的需要吗？”
沙祖康當場表示：
“早就給拒絕了！沒聽到大會做的決定嗎？誰理你們！”

### “中国人权好五倍”言论
据中新网2004年4月17日电报道，沙祖康说，“我公开讲过，中国今天的人权状况就比美国的人权状况要好，中国人口比美国多五倍，如果按照人口比例来讲，我们问题至少应该比美国多五倍，那才说明我们人权状况和美国一样。但现实是，我们目前人权状况比美国的好，说明中国人权至少比美国好五倍。我在大会上讲这话引起会场上哄堂大笑，大家都鼓掌，也可以看出美国不得人心，他们把人权问题高度政治化，为本国政治服务，把人权问题作为工具，做法很不得人心。”

### 宴会酒后乱言潘基文
据美国《外交政策》杂志报道，沙祖康在奥地利阿尔巴哈的一次晚宴上酒后对潘基文出言不逊：“秘书长先生，我知道你一直不欣赏我，我也从来没喜欢过你。”沙祖康紧接着说，潘基文企图开除他，并且可能任何时候都把他开除。他随后又说到：“我一直不希望来纽约，我最不想做的就是来纽约。”他的同事试图劝他冷静下来，但他仍在继续。沙祖康还对着他的美国同僚罗伯特·奥尔说：“我真的不喜欢他，他是美国人，我真的不喜欢美国人。”联合国秘书长代理副发言人法尔汉·哈克对《外交政策》表示，“沙祖康第二天一大早亲自求见秘书长，向他致以深深的歉意。”但是沙祖康之后在接受凤凰卫视的采访中解释他的当时言论其实是在褒奖潘基文，但是被媒体断章取义，而且次日他也没有向潘基文道歉。

## 家庭
沙祖康的妻子刘谨凤是他就读南京大学外语系时的同学，曾任中华人民共和国驻釜山总领事等职。